# Una decisió perillosa
Una decisió perillosa (títol original en anglès: Good People) és un thriller d'acció del 2014 dirigit per Henrik Ruben Genz i protagonitzat per James Franco i Kate Hudson. Amb guió de Kelly Masterson, és una adaptació cinematogràfica de la novel·la homònima escrita per Marcus Sakey el 2009. S'ha doblat i subtitulat al català.

## Argument
Tom i Anna Wright són una parella estatunidenca que es va traslladar a viure a Londres. Ell és un arquitecte que treballa pel seu compte en projectes que li van sortint i ella és professora de primària a una escola dels afores. Estan passant per un moment de dificultats econòmiques i a punt de perdre-ho tot, troben una bossa amb dues-centes vint mil lliures en el soterrani de casa seva, on hi vivia el seu llogater, mort de sobredosi. La decisió de quedar-se els diners els portarà a enfrontar-se amb el món del crim organitzat i sobreviure. Per ajudar-los, només el detectiu John Halden, un policia turmentat per la mort de la seva filla.

## Repartiment
- James Franco: Tom Wright
- Kate Hudson: Anna Wright
- Omar Sy: Khan
- Sam Spruell: Jack Witkowski
- Tom Wilkinson: John Halden
- Anna Friel: Sarah
- Diarmaid Murtagh: Marshall
- Michael Jibson: Mike Calloway
- Diana Hardcastle: Marie Halden
- Oliver Dimsdale: Ray Martin
- Maarten Dannenberg: Andre
- Michael Fox: Bobby Witkowski

## Al voltant de la pel·lícula
Una decisió perillosa és una coproducció britànica, estatunidenca, sueca i danesa, tot i que el rodatge es va dur a terme en diferents localitzacions de Londres. Una producció de Film 360, Material Pictures, Eyeworks Fine & Mellow.Estrena mundial el 26 setembre de 2014 i en streaming el 3 d'agost de 2016 Tot i comptar amb dues cares conegudes a Hollywood, el film només va ser exhibit en un nombre limitat de sales de cinema. El baix pressupost en va limitar la seva distribució, que va ser modesta.
La recaptació global de la pel·lícula va ser de 1,9 milions de dòlars.

## Crítica
En el lloc web estatunidenc Rotten Tomatoes dedicat a la crítica i informació sobre pel·lícules, Good People obté una valoració positiva només d'un 12% dels crítics sobre un total de 33 ressenyes, amb una valoració mitja de 4,35/10 i un 22% d'aprovació de l'audiència, amb un 2,63/5.
A l'agregador de ressenyes Metacritic, la pel·lícula obté una qualificació de 42/100 a partir de les opinions de 11 crítics, amb 2 valoracions positives, 7 en la qualificació mixta i 2 negatives. Els usuaris la valoren amb una puntuació del 5,3/10.
Segons l'opinió de Guy Lodge à en la seva ressenya a Variety, James Franco i Kate Hudson tenen una interpretació agradable però força apagada. Per The Hollywood Reporter, Franco i Hudson passen pels seus ritmes sense molta convicció. Sam Spruell, que interpreta Jack Witkowskies converteix en un personatge especialment aterrador amb tendències sàdiques que es mostren gràficament.